# إد غانيه
إد غانيه هو لاعب جمباز فني كندي، ولد في 1 فبراير 1936 في وندسور في كندا.

## وصلات خارجية
- إد غانيه على موقع أوليمبيديا (الإنجليزية)